# Семнадцать мгновений весны (роман)
«Семна́дцать мгнове́ний весны́» — роман Юлиана Семёнова, сюжет которого построен на противодействии попыткам сепаратных переговоров нацистских лидеров с представителями спецслужб США весной 1945 года. Роман впервые опубликован в журнале «Москва» в № 11-12 за 1969 год.
В основу сюжета романа положены реальные события Второй мировой войны, когда немецкие представители пытались договориться с представителями западных разведок о заключении сепаратного мира (так называемая операция «Санрайз»). Автор лично встречался по крайней мере с одним из участников реальных событий — сотрудником бернской резидентуры А. Даллеса Полом Блюмом . Главный герой романа — советский разведчик Максим Максимович Исаев (Штирлиц), персонаж ряда произведений Ю. Семёнова. Первоначальное название в черновиках - "Семнадцать мгновений апреля", оба варианта названия являются в романе отсылкой  к песне Марики Рёкк о семнадцати мгновениях, однако такой песни на самом деле не было, она придумана автором романа  
В 1973 году состоялась премьера 12-серийной экранизации романа режиссёра Татьяны Лиозновой.

## Сюжет
Действие романа разворачивается в феврале-марте 1945 года, незадолго до капитуляции Германии во Второй мировой войне. Герой романа, штандартенфюрер Макс Отто фон Штирлиц, советский разведчик, работающий в центральном аппарате СД, получает задание выяснить, кто из высших руководителей Рейха ведёт сепаратные переговоры с Западом. Хотя по первоначальному замыслу автора в центре романа должна была стать операция Исаева-Штирлица и его сына Александра по похищению архивов СД с привлечением шурина Гитлера Фёгелейна 
При бомбёжке Берлина погибает радист Штирлица Эрвин Кин. Вторая радистка — Кэтрин, супруга Эрвина — попадает в госпиталь, где её случайно разоблачает гестапо. Задача Штирлица осложняется: он остался без связи с московским руководством.
О том, что переговоры действительно идут, Штирлиц знает точно — он сам по поручению своего прямого начальника Шелленберга участвует в их обеспечении. Передать сведения в Москву Штирлиц поручает порознь двум антинацистски настроенным немцам: опальному пастору Шлагу и профессору Плейшнеру. Чтобы воспрепятствовать переговорам, Штирлиц решает использовать соперничество в высших эшелонах власти Рейха. Он идёт на прямой контакт с рейхсляйтером Мартином Борманом и сообщает ему о «предательском заговоре против фюрера».
Тем временем в руки шефа гестапо Мюллера попадают серьёзные улики, указывающие на Штирлица как на советского резидента. Штирлиц ведёт напряжённую психологическую дуэль с Мюллером, стремясь избежать провала. Объяснения, которые он может представить в своё оправдание, достаточно шатки, но Мюллер удовлетворяется ими. Шеф гестапо даёт понять Штирлицу, что заинтересован в нём и сейчас, и особенно после войны, когда придётся налаживать отношения с победителями.
Ещё одна задача, которую приходится решать Штирлицу — спасение Кэт. Радистка, по указанию Штирлица, даёт согласие на участие в радиоигре. Штирлиц добивается права курировать эту операцию со стороны СД. Благодаря неожиданному повороту событий Кэт бежит с конспиративной квартиры, где её разместило гестапо. Штирлиц находит способ вывезти её в нейтральную Швейцарию.
Обращение к Борману даёт результат — генерала Вольфа, представителя Гиммлера на переговорах с представителями спецслужб США, отзывают в Берлин. Переговоры сорваны, задание выполнено.
В Берне Штирлиц восстанавливает связь с Центром, узнаёт о представлении к присвоению ему звания Героя Советского Союза и возвращается в Берлин, чтобы продолжить свою работу.

## Персонажи
- Штирлиц
- Кэтрин Кин
- Курт Айсман
- Юрген Рольф
- Вильгельм Холтофф
- Пастор Шлаг
- Профессор Плейшнер
- Генрих Мюллер
- Вальтер Шелленберг
- Адольф Гитлер
- Иосиф Сталин
- Аллен Даллес
- Мартин Борман
- Вильгельм Кейтель
- Карл Вольф
- Герман Геринг
- Йозеф Геббельс
- Генрих Гиммлер
- Агент Клаус
- Барбара Беккер